# Oscar Svensson (stuckatör)
Oscar Wilhelm Svensson, född 29 november 1875 i Gärsnäs, Kristianstads län, död 11 december 1962 i Lund, var en svensk stuckatör.
Han var gift med Klara Eleonora Nilsson. Svensson utbildade sig till stuckatör och gipsgjutare i utlandet och slog sig efter utbildningen ner i Lund 1908 där han etablerade en verkstad på St. Södergatan. Han anlitades av flera konstnärskolleger för framställning av gipsmodeller till olika konstverk bland annat utförde han alla modellerna till Harald Isensteins danska flyktingmonument i Landskrona. För Arkivet för dekorativ konst i Lund gjorde han många sammanfogningar och lagningar av stora gipsmodeller. Svensson är även konstnären bakom modellen till LundagårdQuatten som senare blev symbolen för studenttidningen Lundagård. 